# Unterseeboot 116 (1941)
Pour les articles homonymes, voir Unterseeboot 116.
Le Unterseeboot 116 (ou U-116) est un sous-marin (U-Boot) allemand de type X.B construit pour la Kriegsmarine pendant la Seconde Guerre mondiale.

## Historique
Après avoir reçu sa formation de base à Wilhelmshaven au sein de la 1. Unterseebootsflottille, l'U-Boot rejoint la 2. Unterseebootsflottille à Kiel pour parfaire son entraînement jusqu'au 31 janvier 1942. Puis, il rejoint son unité de combat, toujours avec la 1. Unterseebootsflottille à la base sous-marine de Brest, son nouveau port d'attache.
Pendant ces patrouilles, il est utilisé comme navire de ravitaillement d'autres U-Boote, leur fournissant des torpilles, du gazole et de la nourriture.
De retour vers sa base après avoir accompli sa tâche de ravitaillement, l'U-116 est porté disparu en octobre 1942 à l'ouest du Golfe de Gascogne dans l'Atlantique nord. Les causes de sa disparition et sa position exacte restent inconnues.
Le dernier message radiographié est envoyé le 6 octobre 1942 à la situation géographique approximative de 45° 00′ N, 31° 30′ O.
Tous les membres de l'équipage, soit 56 hommes, sont portés disparus.

## Affectations successives
- 2. Unterseebootsflottille du 26 juillet 1941 au 31 janvier 1942
- 1. Unterseebootsflottille du 1er février 1942 au 6 octobre 1942

## Commandement
- Korvettenkapitän Werner von Schmidt du 26 juillet 1941 au 10 septembre 1942
- Oberleutnant zur See Wilhelm Grimme du 11 septembre 1942 au 6 octobre 1942

## Patrouilles
|       | Commandant                 | Départ           | Départ     | Arrivée        | Arrivée    | Jours     | Succès   |
| ----- | -------------------------- | ---------------- | ---------- | -------------- | ---------- | --------- | -------- |
|       | KrvKpt. Werner von Schmidt | 4 avril 1942     | Kiel       | 5 avril 1942   | Heligoland | 2 jours   |          |
|       | KrvKpt. Werner von Schmidt | 11 avril 1942    | Heligoland | 11 avril 1942  | Bergen     | 5 jours   |          |
| 1     | KrvKpt. Werner von Schmidt | 25 avril 1942    | Bergen     | 5 mai 1942     | Lorient    | 11 jours  |          |
| 2     | KrvKpt. Werner von Schmidt | 16 mai 1942      | Lorient    | 9 juin 1942    | Lorient    | 25 jours  |          |
| 3     | KrvKpt. Werner von Schmidt | 27 juin 1942     | Lorient    | 23 août 1942   | Lorient    | 58 jours  | 11 377   |
| 4     | Oblt. Wilhelm Grimme       | 24 novembre 1942 | Lorient    | 6 octobre 1942 | Coulé      | 15 jours  |          |
| Total | Total                      | Total            | Total      | Total          | Total      | 109 jours | 11 377 t |

Note : Oblt. = Oberleutnat zur See - KrvKpt. = Korvettenkapitän

### Opérations Wolfpack
L'U-116 a opéré avec les Wolfpacks (meutes de loups) durant sa carrière opérationnelle:
1. Hecht (26 mai 1942 - 29 mai 1942)
2. Hai (3 juillet 1942 - 21 juillet 1942)

## Navires coulés
L'Unterseeboot 116 a coulé 1 navire marchand de 4284 tonneaux, et endommagé un autre navire marchand de 7093 tonneaux au cours des 4 patrouilles (109 jours en mer) qu'il effectua.
| Date            | Nom         | Nationalité | Tonnage (GRT) | Convoi | Fait      |
| --------------- | ----------- | ----------- | ------------- | ------ | --------- |
| 12 juillet 1942 | Cortona     | Royaume-Uni | 7 093         | OS-33  | Endommagé |
| 12 juillet 1942 | Shaftesbury | Royaume-Uni | 4 284         | OS-33  | Coulé     |

### Sources
- (en) Cet article est partiellement ou en totalité issu de l’article de Wikipédia en anglais intitulé « German submarine U-116 (1941) » (voir la liste des auteurs).